# Plebei
I plebei (singolare "plebeo") nell'antica Roma erano i cittadini romani appartenenti alla classe della plebe (in latino plebs, plebis), distinti dai patrizi.

## Origini
Secondo Dionigi di Alicarnasso, Romolo, dopo aver creato le Tribù e le curia, suddivise il popolo romano in Patrizi e Plebei, contando tra i primi quelli notevoli per nascita, virtù e danaro e tra i secondi gli altri. Lo storico Tito Livio afferma che Romolo nominò cento senatori, detti "patres" (e patrizi i loro discendenti), sulla base della loro dignità morale.

## Storia

### Epoca monarchica
Romolo assegnò inizialmente ai patrizi tutte le magistrature romane, mentre destinò i plebei al lavoro dei campi, all'allevamento e al commercio. Romolo avrebbe anche creato il rapporto di patronato tra il Cliens e il Patronus, ponendo i plebei in posizione giuridicamente dipendente dai patrizi.

### Epoca repubblicana
Il termine plebe entra in uso in epoca repubblicana in contrapposizione ai patrizi. Il racconto tradizionale, la cui fonte primaria si trova nell'opera Ab Urbe condita libri di Tito Livio, narra che i patrizi, una volta preso il potere esecutivo detronizzando il re Tarquinio il Superbo nel 509 a.C. (ponendo così termine, definitivamente, all'istituto della monarchia), si arrogarono il potere di limitare ai soli componenti del loro ordine il governo della città, tramite l'istituzione del consolato. I patrizi, infatti, ritenevano di essere gli unici a poter ricoprire le magistrature "cum imperio", in quanto, essendo discendenti dei patres, erano i soli che potevano detenere gli auspici, ovvero interpretare il volere degli dei, necessario per poter avviare qualsiasi azione politica. Inoltre, con l'introduzione da parte di Servio Tullio dei comizi centuriati, si era fatto in modo che il voto dei plebei avesse un peso nettamente inferiore alla loro dimensione numerica. Il voto infatti non era più per testa, ma per centuria, anche se le centurie della quinta classe (solo quattro), cioè quella dei più umili, erano numericamente molto superiori, tanto che Cicerone affermava che una centuria delle classi inferiori conteneva quasi più cittadini dell'intera prima classe. I plebei, inoltre, erano esclusi oltre che dal consolato anche dai collegi religiosi e dalle altre magistrature. Erano, comunque, suddivisi in gentes e tribus (tribù), servivano nell'esercito e potevano diventare tribuni militari.
Nei primi due secoli della Repubblica (V-IV secolo a.C.) avvenne il Conflitto degli Ordini che nacque dal desiderio della plebe di raggiungere le più alte cariche governative e la parità politica. Nel 494 a.C. ci fu la prima ribellione della plebe, che ottenne il riconoscimento di un'importante magistratura, quella dei tribuni della plebe (tribunus plebis) (inizialmente furono solo due, poi il loro numero si stabilizzò in dieci), i quali avevano i poteri di ius auxilii (diritto d'aiuto: il tribuno poteva intervenire per salvare chiunque fosse minacciato da un magistrato) e intercessio (il diritto di veto contro i decreti dei magistrati, le delibere dei comizi e i senatusconsulta in contrasto con gli interessi della plebe), nonché la prerogativa dell'inviolabilità personale (sacrosanctitas). Inoltre venne creato il Concilio della Plebe (Concilium plebis), 494 a.C.), un'assemblea riservata ai plebei all'interno dei Comitia Tributa (una delle assemblee con poteri legislativi e giudiziari).
Un importante passo avanti fu anche la redazione da parte dei decemviri delle Leggi delle XII tavole (Duodecim tabularum leges, 451-450 a.C.), una raccolta di leggi scritte volte a limitare le interpretazioni di parte, affisse nel Foro pubblico. Proprio per questo esse furono determinanti, anche se si limitavano alla trascrizione del mos nel ius: prevedevano per esempio ancora il divieto di matrimonio tra patrizi e plebei. Tale divieto fu abolito nel 445 a.C. con la promulgazione della Lex Canuleia.
Dal 409 a.C. la carica di questore divenne accessibile alla plebe: si trattava di una conquista importante, perché, dalla riforma di Silla del 81 a.C., chi era stato questore entrava a far parte di diritto del Senato.
Dal 367 a.C. con le leggi Licinie-Sestie (dai tribuni della plebe: Licinio Stolone e Sestio Laterano) venne stabilito che: 
1. i plebei potevano accedere al consolato, anzi, ogni anno uno dei due consoli doveva necessariamente essere un plebeo (pratica non sempre seguita, ma la cosa importante era poter accedere al consolato);
2. il possesso dell'ager publicus da parte dei privati non doveva superare i 500 iugeri (125 ettari). Questa legge prevedeva una redistribuzione delle terre, prerogativa dei patrizi, così che anche i plebei potessero usufruire delle terre coloniali;
3. doveva essere limitata l'usura per i debiti contratti dai plebei con i patrizi.

Nel 339 a.C., il primo dittatore plebeo nella storia romana, Publilio Filone, con le leggi Publilie trasformò i plebiscita, ovvero le deliberazioni dell'assemblea della sola plebe (Concilium plebis), in leggi dello Stato e quindi vincolanti per tutti, purché fossero stati approvati dal Senato; inoltre ai plebei fu aperta la carica di censore.
Dal 337 a.C. i plebei poterono accedere alla pretura.
A partire dal 320 a.C. tutte le magistrature divennero aperte anche ai plebei.
Nel 313 a.C. secondo Marco Terenzio Varrone (326 a.C. secondo Tito Livio) con la legge Poetelia Papiria fu abolito l'imprigionamento per debiti (nexum).
Nel 300 a.C. la Lex Ogulnia permise ai plebei di accedere ai collegi sacerdotali (pontificato e augurato).
Lo status dei due gruppi si andò parificando, finché nel 287 a.C. con la Lex Hortensia, dopo un'ennesima secessione della plebe sul Gianicolo, si ebbe la formale parità tra plebei e patrizi, in quanto i plebiscita ebbero valore automatico di leggi, anche senza approvazione senatoria.
Nel I secolo a.C. il patriziato, che si stava progressivamente estinguendo, venne ampliato con l'immissione di nuove famiglie, le più ricche tra la plebe, nel Senato.

## Significato odierno
Nel linguaggio corrente, il termine plebeo indica in genere gli strati più bassi e meno abbienti della popolazione o un individuo particolarmente volgare e grezzo nel modo di parlare.